# Hifly
Hi Fly es una compañía chárter europea con sede en Lisboa, Portugal que se ha especializado en el arrendamiento de sus aeronaves en todo el mundo por medio de contratos a largo plazo para líneas aéreas, tour operadores, gobiernos, empresas y particulares.  Con sede en Lisboa, la compañía aérea en su forma actual fue establecida en 2005 y actualmente vuela con Airbus A321, A330 y A340. Obtuvo el certificado de operador aéreo del INAC, la autoridad de aviación civil de Portugal, en abril de 2006 y en septiembre de 2011 obtuvo la certificación IATA Operational Safety Audit (IOSA).

## Historia
La aerolínea fue fundada en 2005 y se concluyó el proceso de certificación inicial en abril de 2006, cuando se emitió un Certificado de Operador Aéreo por la autoridad de aviación civil de Portugal.
Al principio, el primer avión era un A330-300, que ahora (2013) se encuentra en un contrato con la Fuerza Aérea belga. Dos A310-300 se añadieron en 2008 que fueron arrendados a Oman Air  para sus primeras rutas de largo radio (a Londres / Heathrow y Bangkok). Entre 2008 y 2009 recibió 1 A330-200 y 2 A340-500, el último utilizado actualmente por Arik Air en Nigeria en sus rutas de largo recorrido a Heathrow y Nueva York / John F. Kennedy. Desde entonces, ha recibido más A330 y A340, cuatro de ellos en 2013. En 2018, recibe  1 unidad del A380.
Hi Fly ahora ocupa un nuevo edificio de oficinas en el centro de Lisboa. Dentro están todas las oficinas corporativas, además de los departamentos de vuelo y las operaciones de tierra, ingeniería y mantenimiento, seguridad, comercial, finanzas, administración, así como el control de calidad. También hay clases de entrenamiento para el vuelo y la tripulación de cabina. En el aeropuerto de Lisboa, hay un hangar de mantenimiento operado por MESA - una filial del grupo.
Hi Fly opera su flota de aviones de fuselaje ancho principalmente en operaciones de larga distancia a través de Europa, EE. UU., América del Sur, el Caribe, Oriente Medio, Lejano Oriente, África, Australia y Antártica. Hi Fly ha ofrecido constantemente un alto nivel de funcionamiento y seguridad a sus clientes en todo el mundo, con una fiabilidad superior al promedio de la industria de envío.

## Servicios
Hifly es una compañía especializada en el suministro comercial de aeronaves con tripulación, mantenimiento y seguro incluido (Wet Lease), por medio de contratos a largo plazo para las compañías aéreas, tour operadores, gobiernos, empresas y particulares

## Flota
La flota de HiFly (Portugal) se compone de las siguientes aeronaves: 
| Aeronaves       | En servicio | Pedidos | Pasajeros                                          | Pasajeros                                          | Pasajeros                                          | Pasajeros                                          | Pasajeros                                          | Matrículas                                         | Antigüedad                                         |
| Aeronaves       | En servicio | Pedidos | F                                                  | C                                                  | W                                                  | Y                                                  | Total                                              | Matrículas                                         | Antigüedad                                         |
| --------------- | ----------- | ------- | -------------------------------------------------- | -------------------------------------------------- | -------------------------------------------------- | -------------------------------------------------- | -------------------------------------------------- | -------------------------------------------------- | -------------------------------------------------- |
| Airbus A321-231 | 1           | —       | —                                                  | —                                                  | —                                                  | 220                                                | 220                                                | CS-TRJ                                             | 25 años                                            |
| Airbus A330-203 | 1           | —       | —                                                  | 18                                                 | 36                                                 | 214                                                | 268                                                | CS-TCE                                             | 16 años                                            |
| Total           | 2           | —       | Edad media de la flota (abril de 2024): 20,5 años. | Edad media de la flota (abril de 2024): 20,5 años. | Edad media de la flota (abril de 2024): 20,5 años. | Edad media de la flota (abril de 2024): 20,5 años. | Edad media de la flota (abril de 2024): 20,5 años. | Edad media de la flota (abril de 2024): 20,5 años. | Edad media de la flota (abril de 2024): 20,5 años. |

## Flota Histórica
| Aeronaves       | Total | Introducido | Retirado | Matrículas                      |
| --------------- | ----- | ----------- | -------- | ------------------------------- |
| Airbus A310     | 2     | 2009        | 2015     | CS-TEI y CS-TEX                 |
| Airbus A320-200 | 3     | 2005        | 2006     | CS-TQD, CS-TQG y CS-TQH         |
| Airbus A330-900 | 2     | 2019        | 2022     | 9H-SZN y CS-TKY                 |
| Airbus A340-500 | 2     | 2008        | 2018     | CS-TFW y CS-TFX                 |
| Airbus A340-600 | 4     | 2013        | 2015     | 9H-SEA, 9H-TEP, 9H-TEQ y 9H-TER |
| Airbus A380-800 | 1     | 2018        | 2020     | 9H-MIP                          |